# LKM N3
Die LKM N3 ist ein normalspuriger Diesellokomotivtyp, der für Rangieraufgaben und Anschlussbedienungen entwickelt wurde. Die Lokomotiven wurden zwischen 1952 und 1956 vom VEB Lokomotivbau Karl Marx (LKM) in Babelsberg gebaut.

## Geschichte
Die Lokomotiven waren eine Neukonstruktion von LKM, entsprachen in ihrer Form aber weitgehend den Vorkriegskleinlokomotiven der Leistungsgruppe II der Deutschen Reichsbahn. Es entstanden 110 Loks dieses Typs in den Werkhallen in Potsdam-Babelsberg. Die Fahrzeuge wurden hauptsächlich an Industriebetriebe in der DDR geliefert. Ein Teil wurde aber auch exportiert, z. B. nach China, Polen oder Ungarn. Mindestens zwei Lokomotiven wurden an die Deutsche Reichsbahn (DR) geliefert, bei der sie ab 1958 in den Nummernkreis der Kleinlokomotiven (Kö, ab 1970 Baureihe 100) eingereiht wurden. Eine Reihe von N3 wurden in der DDR zu Elektro-Schlepp-Fahrzeugen (ESF) umgebaut und speziell an Verladeeinrichtungen eingesetzt.
Bis heute sind einige Exemplare der N3 erhalten geblieben, so zum Beispiel die 100 955-4. Sie befindet sich in der Obhut des Thüringer Eisenbahnvereins in Weimar.

## Technik
Die Lokomotiven haben einen Außenrahmen und besitzen ab Werk einen offenen End-Führerstand, der ebenerdig betreten werden kann. Später erhielten einige Fahrzeuge, als Wetterschutz, seitliche Türen eingebaut. Im Motorvorbau ist ein wassergekühlter Vier-Zylinder-Viertakt-Dieselmotor verbaut, der eine Leistung von 44 kW (60 PS) erbringt. Die Leistungsübertragung erfolgt über ein mechanisches Vierganggetriebe und Rollenketten auf die beiden Achsen. Die Lokomotiven erreichen damit eine Geschwindigkeit von 30 km/h. Gebremst werden kann mit Hilfe einer mechanischen Fußbremse, die auf beide Achsen wirkt und ein Bremsgewicht von 9 t besitzt. Die Maschinen haben ein Dienstgewicht von 11 t, welches aber mit Hilfe von Zusatzgewichten auf 15 t gesteigert werden kann.